# احتیاط (آلبوم ماریا کری)
احتیاط (به انگلیسی: Caution) پانزدهمین آلبوم استودیویی خواننده و ترانه‌نویس آمریکایی، ماریا کری است. این آلبوم در ۱۶ نوامبر ۲۰۱۸ از طریق اپیک رکوردز منتشر گردید. کری در آلبوم با هنرمندانی همچون تای دولا ساین و گالا و تهیه‌کنندگان گوناگونی همکاری داشته‌است. احتیاط پس از انتشار تحسین‌هایی را از منتقدین موسیقی دریافت کرد و در چندین فهرست آلبوم‌های آخر سال ظاهر شد.
کری با حضور در برنامه‌های تلویزیونی و اجرای زنده این آلبوم را تبلیغ کرد.

## فهرست ترانه
| احتیاط – نسخه استاندارد | احتیاط – نسخه استاندارد                        | احتیاط – نسخه استاندارد |
| شماره                   | نام                                            | مدت                     |
| ----------------------- | ---------------------------------------------- | ----------------------- |
| ۱.                      | «GTFO»                                         | ۳:۲۷                    |
| ۲.                      | «با تو»                                        | ۳:۴۷                    |
| ۳.                      | «احتیاط»                                       | ۳:۱۵                    |
| ۴.                      | «نه نه»                                        | ۳:۰۷                    |
| ۵.                      | «فاصله» (با همراهی تای دولا ساین)              | ۳:۲۷                    |
| ۶.                      | «دادن زندگی» (با همراهی اسلیک ریک و بلاد آرنج) | ۶:۰۸                    |
| ۷.                      | «وان مو جین»                                   | ۳:۲۵                    |
| ۸.                      | «کلاس هشتم»                                    | ۴:۴۸                    |
| ۹.                      | «دوام بیار دوستت دارم» (با همراهی گانا)        | ۳:۰۱                    |
| ۱۰.                     | «پرتره»                                        | ۴:۰۱                    |
| مجموع مدت:              | مجموع مدت:                                     | ۳۸:۲۶                   |